# 11059 Nulliusinverba
11059 Nulliusinverba eller 1991 RS är en asteroid i huvudbältet som upptäcktes 4 september 1991 av den amerikanske astronomen Eleanor F. Helin vid Palomar-observatoriet. Den är uppkallad efter Royal Society of London for Improving Natural Knowledge motto Nullius in verba.
Asteroiden har en diameter på ungefär 5 kilometer och den tillhör asteroidgruppen Eunomia.